# 제3영화채널
제3영화채널은 가족영화, 예술영화, 명작영화를 방송했던 위성 방송 채널이었다. 2002년 3월 1일 개국했고, 마침내 WAVETV와 함께 개국하였다가 2004년 7월 27일 Mplex가 되었다.